# Grön korridor

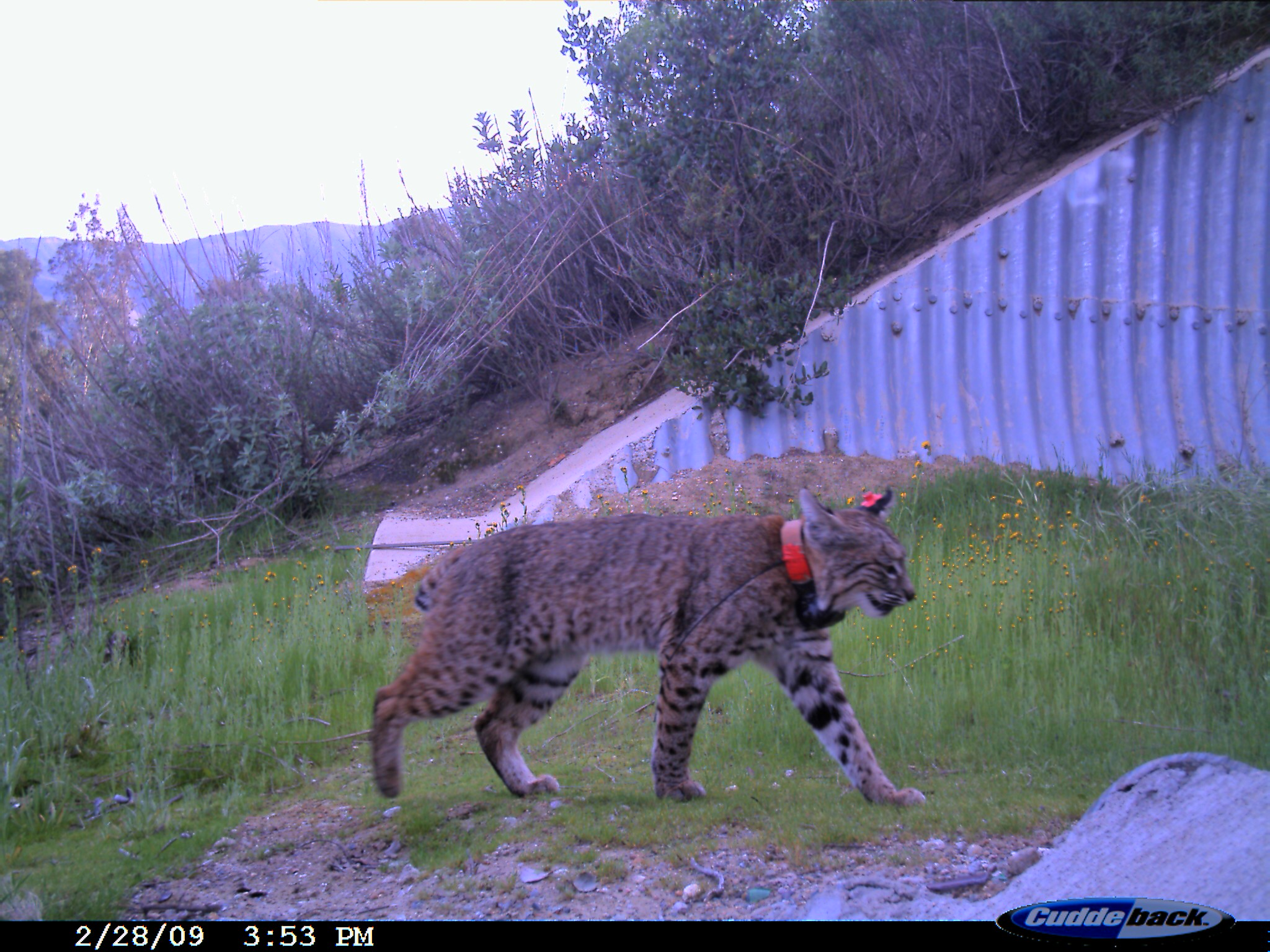
Ett lodjur som använder sig av en grön korridor för att traversera landskapet.

Grön korridor är ett sätt att motverka habitatfragmentering, genom att koppla ihop isolerade habitat.
Ett praktiskt exempel på en grön korridor är ekodukter, som fungerar som passagevägar för utsatta djur över barriärer i landskapet.